# الأحنف (لوحة)
الأحنف (بالأسباني: El pie varo) عبارة عن لوحة زيتية من عام 1642 بريشة الفنان الاسباني جوسيبي دي ريبيرا. رسمها في نابولي، كتب عنها مؤرخ الفن إليس ووترهاوس على أنها «عمل يمكننا من خلاله تفسير فن ريبيرا بأكمله». تصور اللوحة فتى متسول من نابولي مصاب بحنف القدم. وخلفه منظر واسع ومضيء. موجودة في متحف اللوفر في باريس 

## خلفية
يُعتقد منذ فترة طويلة بانه تم رسم أللوحة لنائب الملك الإسباني في نابولي، دوق ميداينا دي لاس تورس. ومع ذلك، يشير موقع متحف اللوفر على الإنترنت إلى أنها كانت عمولة من تاجر فلمنكي. اعتاد الرسامون الفلمنكيون مواطنيهم على تمثيل المتسولين، ولهذا السبب طلب التجار الفلمنكيون هذا النوع من اللوحات من الرسامين الإسبان. 

## الوصف
تعتبر أللوحة واحد من آخر أعمال ريبيرا، وواحد من أكثر أعماله الفنان مرارة. أعطاه التباين بين الضوء والظل. درس تكوين رسامي عصر النهضة في إيطاليا، وربما أيضًا أعمال الفنانين الفلمنكيين، ولكن على الرغم من كل ذلك، فقد تشبث بالتقاليد الإسبانية العميقة للواقعية، حتى بعد أن أمضى كل حياته تقريبًا في إيطاليا. بدافع الوعي المسيحي بالضعف البشري، غالبًا ما رسم الفنانون الإسبان صور المتسولين والمقعدين وذوي العاهات. هنا يصور الفنان المتسول النابولي الشاب بمظهر متواضع. لديه حنف القدم، بحيث لا يستطيع الوقوف على كعبه. يبتسم للمشاهد، ويلاحظ أنه قد فقد بعض أسنانه. يعرض في يده ورقة مكتوب عليها باللاتينية: "DA MIHI ELIMO / SINAM PROPTER AMOREM DEI"، والتي تعني «أعطني صدقة، في سبيل الله». كانت هذه الطريقة هي الإذن اللازمة في مملكة نابولي ليكون الشخص متسولًا. بنفس ذراعه يحمل عكازه على كتفه. يقف المتسول أمام سماء صافية ومشرقة، ويملأ الفنان القماش بالضوء شبه الطبيعي. في هذه أللوحة يمكننا أن نرى أنه عمل من فترة ريبيرا الناضجة، حيث تطور من أسلوب كارافاجيو القاتم إلى أسلوب مضيء تحت تأثير أساتذتة في بولونيا (أنيبالي كاراتشي وجويدو ريني) وفي البندقية (تيتيان). يتم تمثيل الشكل ككل بطريقة ضخمة تقريبًا، من وجهة نظر منخفضة للغاية، والتي تمنح شخصية المتسول كرامة كبيرة. النغمات أحادية اللون. في مواجهة اللون الأزرق الساطع للسماء، ورسم المتسول نفسه بألوان داكنة هادئة وصامتة.

## الرسام

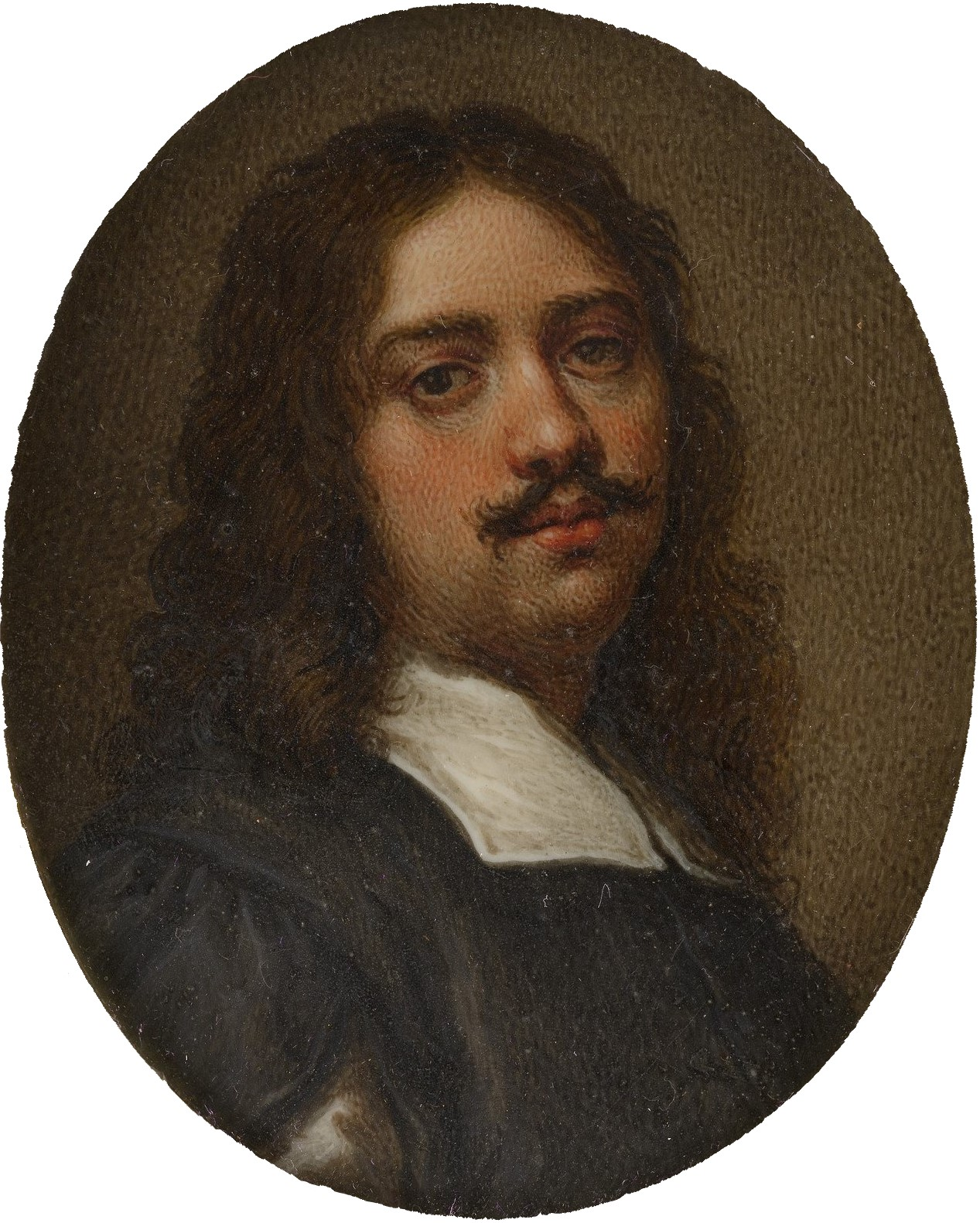
خوسيه دي ريبيرا

خوسيه دي ريبيرا (عُمِّدَ 17 فبراير 1591 - توفي 2 سبتمبر 1652) هو رسَّام ونحّات وطّبَّاع إسباني-إيطالي أطلق عليه معاصروه لقب «الإسبانيّ الصغير» نسبة لقصر قامته. وهو من رواد المدرسة الإسبانية رغم إنجازه لمعظم أعماله اللاحقة في إيطاليا. ولد ريبيرا في بلدة شاطبة بالقرب من مدينة بلنسية الإسبانية وهو الابن الثاني لسيمون ريبيرا وزوجتهُ الأولى مارغاريتا كوكو. عُمِّدَ يوم 17 فبراير عام 1591. كان والدهُ صانع أحذية ويحتمل أنهُ كان مشهوراً في صنعته. أراد لهُ والداه أن يعمل مستقبلاً في مجال الأدب أو التعليم فهيآه لذلك، إلَّا أنهُ تجاهل هذه الدروس ويُقال أنه تتلمذ على يد الرَّسَّام الإسباني فرانسيسكو ريبالتا (1565-1628) في بلنسية، ولكن ليس ثمة دليل يوثّق وجود هذه الرابطة من عدمها بين ريبالتا وخوسيه دي ريبيرا. ودفعهُ تلهفه لدراسة الفن في إيطاليا إلى قصدِ روما عبر بارما وهنالك رسم لوحته «القديس مارتن والشَحّاذ» (التي فُقِدت الآن) لكنيسة سان بروسبيرو عام 1611. ووفقاً لأحد المصادر فقد لفت ريبيرا نظر أحد الكرادلة وهو يرسم من الفريسكوات على واجهة أحد قصور المدينة فقام وآواه وأنزله في داره. ولقَّبَهُ الفنانين المحليين باسم «Lo Spagnoletto» أي «الإسباني الصغير».